# Lok-Sabha-Wahlkreis Koppal
Der Lok-Sabha-Wahlkreis Koppal ist ein Wahlkreis bei den Wahlen zur Lok Sabha, dem Unterhaus des indischen Parlaments. Er liegt im Bundesstaat Karnataka und umfasst den gesamten Distrikt Koppal sowie Teile der Distrikte Raichur und Ballari.
Bei der letzten Wahl zur Lok Sabha waren 1.535.105 Einwohner wahlberechtigt.

## Letzte Wahl
Die Wahl zur Lok Sabha 2014 hatte folgendes Ergebnis:
| Kandidat                 | Partei                | Stimmen |
| ------------------------ | --------------------- | ------- |
| Karadi Sanganna Amarappa | BJP                   | 48,3 %  |
| Basavaraj Hitnal         | INC                   | 45,1 %  |
| Sonstige                 | Sonstige              | 5,3 %   |
| Keiner der Kandidaten    | Keiner der Kandidaten | 1,3 %   |

## Wahl 2009
Die Wahl zur Lok Sabha 2009 hatte folgendes Ergebnis:
| Kandidat                    | Partei   | Stimmen |
| --------------------------- | -------- | ------- |
| Shivaramagouda Shivanagouda | BJP      | 38,7 %  |
| Basavaraj Rayareddy         | INC      | 27,8 %  |
| Ansari Iqbal                | JD(S)    | 23,9 %  |
| Sharabhayya Hiremath        | Unabh.   | 1,6 %   |
| Shivaputrappa Gumagera      | BSP      | 1,4 %   |
| Sonstige                    | Sonstige | 6,6 %   |

## Bisherige Abgeordnete
| Wahl | Name                                | Partei | Stimmen |
| ---- | ----------------------------------- | ------ | ------- |
| 1957 | Sangappa Andanappa                  | INC    | 57,2 %  |
| 1962 | Shivamurthy Swamy Siddappayya Swamy | LSS    | 50,9 %  |
| 1967 | A. Sanganna                         | INC    | 54,0 %  |
| 1971 | Sidrameshwara Swamy Basayya         | INC    | 75,1 %  |
| 1977 | Sidrameshwara Swamy Basayya         | INC    | 68,0 %  |
| 1980 | H. G. Ramulu                        | INC(I) | 68,0 %  |
| 1984 | H. G. Ramulu                        | INC    | 51,9 %  |
| 1989 | Basavaraj Patil Anwari              | JD     | 49,3 %  |
| 1991 | Basavaraj Patil Anwari              | INC    | 44,0 %  |
| 1996 | Basavaraj Raya Reddy                | JD     | 45,9 %  |
| 1998 | H. G. Ramulu                        | INC    | 40,9 %  |
| 1999 | H. G. Ramulu                        | INC    | 46,1 %  |
| 2004 | K. Virupaxappa                      | INC    | 39,8 %  |
| 2009 | Shivaramagouda Shivanagouda         | BJP    | 38,7 %  |
| 2014 | Karadi Sanganna Amarappa            | BJP    | 48,3 %  |

## Wahlkreisgeschichte
Der Wahlkreis Koppal besteht seit der Lok-Sabha-Wahl 1957. Vorgängerwahlkreis bei der ersten Lok-Sabha-Wahl 1951 war der Wahlkreis Kustagi. Bis 1973 gehörte der Wahlkreis zum Bundesstaat Mysore, ehe dieser 1973 in Karnataka umbenannt wurde. 